# Wanajaya (Surian)
Wanajaya is een bestuurslaag in het regentschap Sumedang van de provincie West-Java, Indonesië. Wanajaya telt 1611 inwoners (volkstelling 2010).